# Rue Paul-Jean-Toulet
La rue Paul-Jean-Toulet est une voie du 20e arrondissement de Paris, en France.

## Situation et accès
La rue Paul-Jean-Toulet est une voie située dans le 20e arrondissement de Paris. Elle débute au 19, rue du Clos et se termine square de la Salamandre. Elle est baptisée d'après le nom du poète béarnais Paul-Jean Toulet qui vécut à Paris de 1898 à 1912.

## Origine du nom

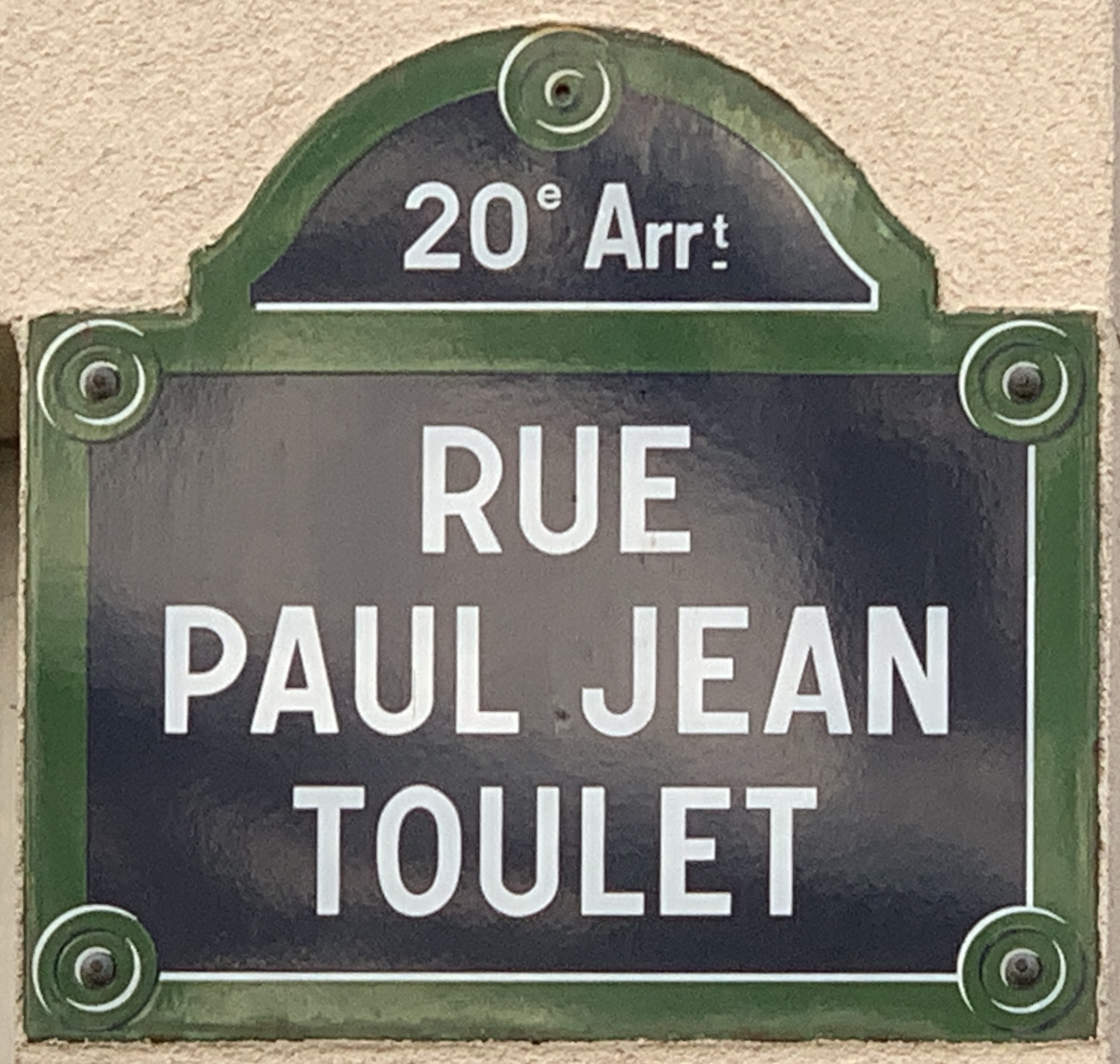
Plaque de la rue.

Elle porte le nom de l'écrivain et romancier français Paul-Jean Toulet (1867-1920).

## Historique
La voie est créée dans le cadre de l'aménagement de la ZAC Saint-Blaise sous le nom provisoire de « voie DA/20 » et prend sa dénomination actuelle par un arrêté municipal du 12 février 1987. 